# Карлсборг (комуна)
Комуна Карлсборг (швед. Karlsborgs kommun) — адміністративно-територіальна одиниця місцевого самоврядування, що розташована в лені Вестра-Йоталанд у південно-західній Швеції. Зі сходу омивається водами озера Веттерн.
Карлсборг 140-а за величиною території комуна Швеції. Адміністративний центр комуни — місто Карлсборг.

## Населення
Населення становить 6 699 чоловік (станом на вересень 2012 року). 
| Кількість населення комуни Карлсборг за 1970-2010 роки | Кількість населення комуни Карлсборг за 1970-2010 роки | Кількість населення комуни Карлсборг за 1970-2010 роки | Кількість населення комуни Карлсборг за 1970-2010 роки | Кількість населення комуни Карлсборг за 1970-2010 роки |
| ------------------------------------------------------ | ------------------------------------------------------ | ------------------------------------------------------ | ------------------------------------------------------ | ------------------------------------------------------ |
| Рік                                                    |                                                        |                                                        | Населення                                              |                                                        |
| 1970                                                   | 1970                                                   |                                                        | 8 430                                                  | 8 430                                                  |
| 1975                                                   | 1975                                                   |                                                        | 8 157                                                  | 8 157                                                  |
| 1980                                                   | 1980                                                   |                                                        | 8 236                                                  | 8 236                                                  |
| 1985                                                   | 1985                                                   |                                                        | 8 038                                                  | 8 038                                                  |
| 1990                                                   | 1990                                                   |                                                        | 8 085                                                  | 8 085                                                  |
| 1995                                                   | 1995                                                   |                                                        | 7 645                                                  | 7 645                                                  |
| 2000                                                   | 2000                                                   |                                                        | 7 100                                                  | 7 100                                                  |
| 2005                                                   | 2005                                                   |                                                        | 6 898                                                  | 6 898                                                  |
| 2010                                                   | 2010                                                   |                                                        | 6 752                                                  | 6 752                                                  |
| Джерело: SCB                                           |                                                        |                                                        |                                                        |                                                        |

## Населені пункти
Комуні підпорядковано 4 міські поселення (tätort) та низка сільських, більші з яких:
- Карлсборг (Karlsborg)
- Форсвік (Forsvik)
- Мелльторп (Mölltorp)
- Унденес (Undenäs)
- Гультет (Hultet)

## Галерея

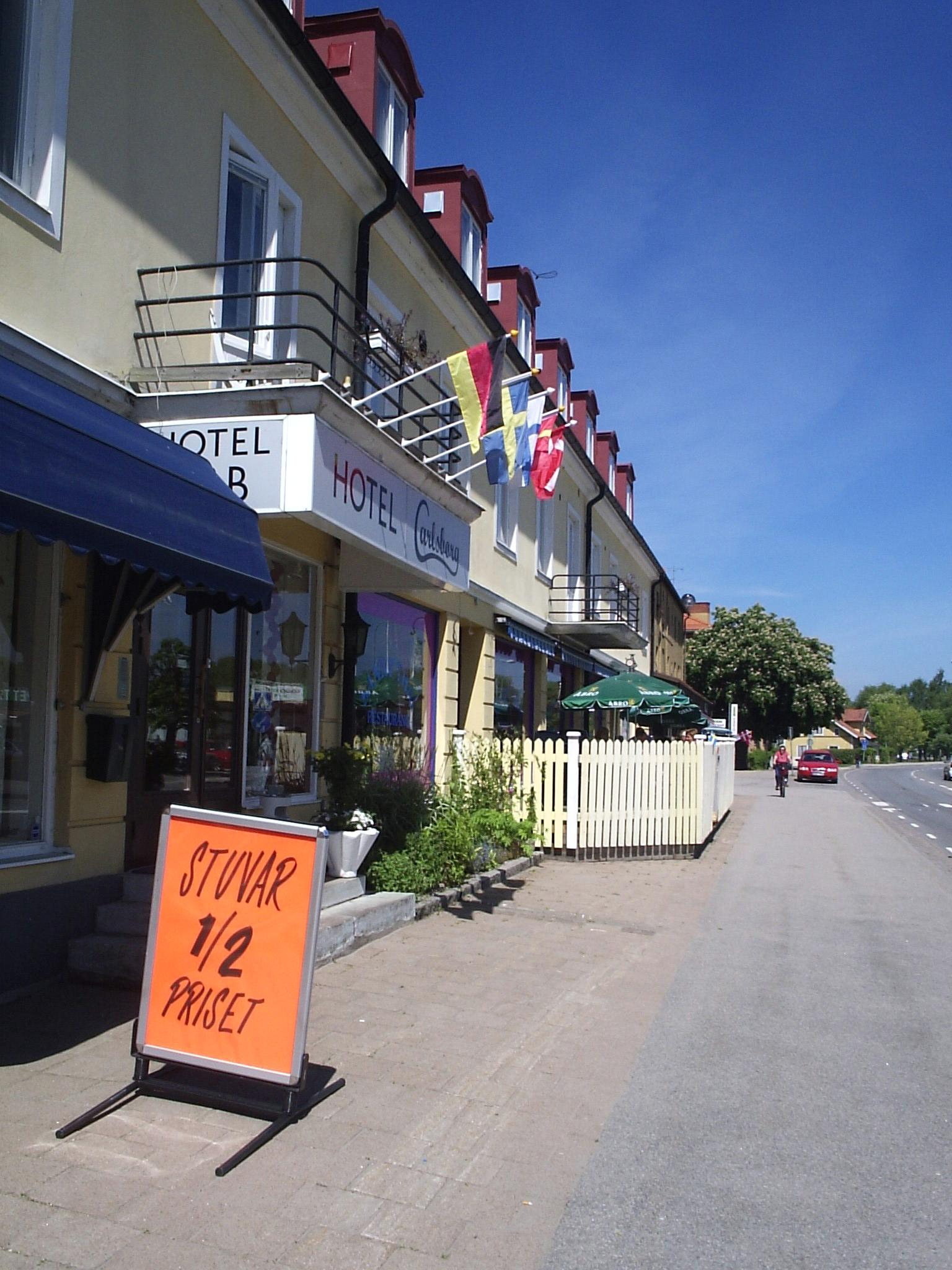
Карлсборг
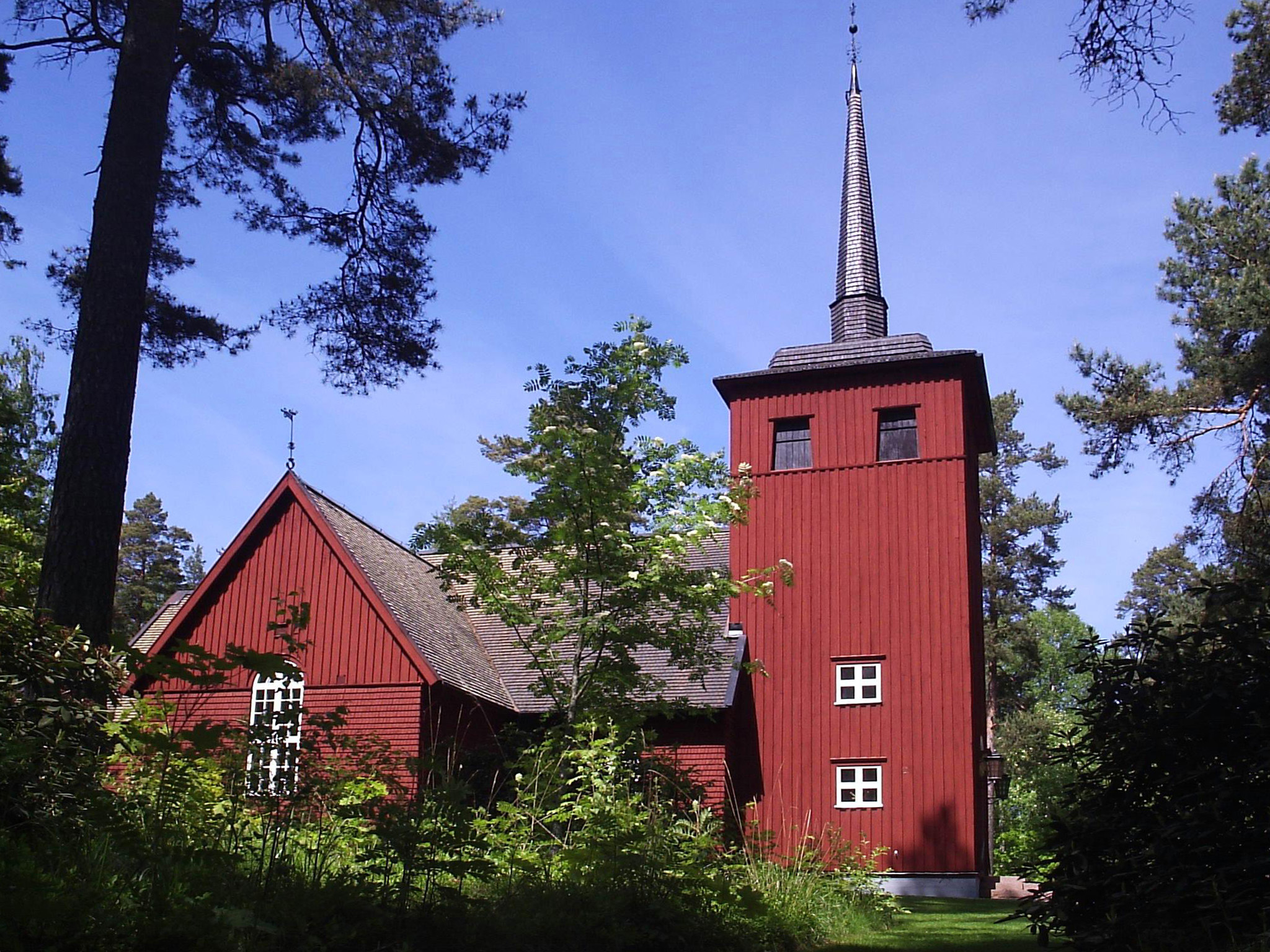
Церква (Форсвік)
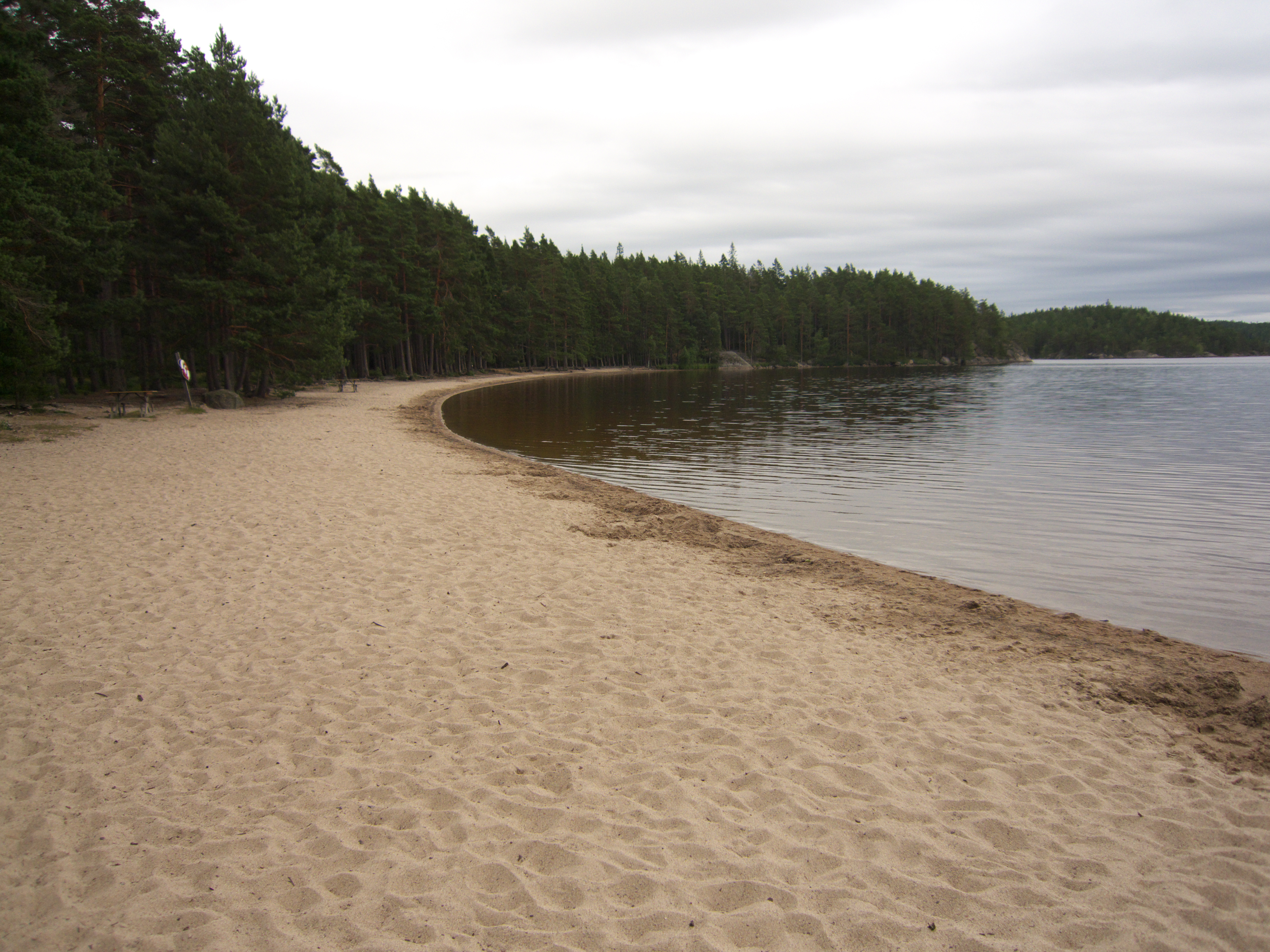
Національний парк Тіведен

## Виноски
1. ↑  https://www.hjotidning.se/2023/01/11/hjoson-till-makten-i-karlsborg-och-kommunanstalld-i-hjo-tar-over-i-skovde-d3af7/
2. ↑  https://www.skaraborgsbygden.se/2018/10/05/catarina-tar-over-i-karlsborg-b1877/
3. ↑  https://www.dagenssamhalle.se/styrning-och-beslut/kommunpolitik/jag-hatar-sana-dar-befolkningsvisioner/
4. ↑  https://www.sverigesradio.se/artikel/944659
5. ↑  https://www.sverigesradio.se/artikel/1048595
6. ↑  Folkmangd i riket, lan och kommuner (шв.) . Центральне бюро статистики Швеції. Архів оригіналу за 20 серпня 2013. Процитовано 21 лютого 2013.